# Marathon Infinity
 (avril 2019).
Si vous disposez d'ouvrages ou d'articles de référence ou si vous connaissez des sites web de qualité traitant du thème abordé ici, merci de compléter l'article en donnant les références utiles à sa vérifiabilité et en les liant à la section « Notes et références ».
Marathon Infinity est sorti le 15 octobre 1996 seulement sur Macintosh. Il s'agit du troisième épisode de la trilogie Marathon après Marathon et Marathon 2: Durandal. Il sera plus tard rendu compatible Windows et Linux avec Aleph One au début des années 2000.
Marathon Infinity incluait plus de niveaux que Marathon 2: Durandal, qui étaient plus grands, plus effrayant, et plus complexes.

## Histoire
Marathon Infinity commence après que les Pfhor ont détruit Lh'owon en utilisant une arme surpuissante volée aux Jjaro (connue sous le nom de Trih'Xeem).

## Moteur de jeu
Le moteur a peu évolué depuis Marathon 2, et la plupart des cartes sont compatibles entre les deux jeux. La principale nouveauté était l'inclusion d'un éditeur de niveau, Forge, et d'un éditeur physique associé, Anvil. Forge et Anvil ont permis à des joueurs de créer leurs propres niveaux à l'aide des mêmes outils que les développeurs de Bungie eux-mêmes. Une autre amélioration était la possibilité de définir des armes, monstres et définitions physiques spécifiques pour chaque niveau, un dispositif fortement utilisé par Double Aught, qui a conçu les niveaux de Marathon Infinity. Marathon 2 et Marathon Infinity étaient notables pour leurs parcelles de terrain complexes.